# Johannes Esser
Johannes Fredericus Samuel Esser (13. října 1877 Leiden – 9. srpna 1946 Chicago) byl nizozemský lékař, šachový mistr a sběratel umění.

## Život
Ve dvaceti letech Esser začal studovat medicínu na univerzitě v Leidenu. Pomáhal své sestře, která tam studovala zubní lékařství, s přípravou na zkoušky, a tak si osvojil i její učební látku a v roce 1903 složil nejen lékařskou, ale i zubařskou zkoušku. Nejprve se stal lodním lékařem, v letech 1905 až 1913 působil jako rodinný lékař v Amsterdamu.
Esser byl velmi všestranný muž. Jednou z jeho vášní byly šachy, které ovládal na mistrovské úrovni. V letech před první světovou válkou byl považován za jednoho z předních hráčů Nizozemska. V roce 1910 porazil v Paříži tehdejšího šachistu světové úrovně Davida Janowského v krátkém zápase 2,5–0,5. Esser se zúčastnil prvních dvou oficiálních mistrovství Nizozemska v letech 1909 a 1912 a ve druhém turnaji skončil na druhém místě. V roce 1913 porazil Rudolfa Lomana, úřadujícího nizozemského šampiona, při skóre 3,5–0,5 v zápase v Amsterdamu, čímž mu sebral prvenství. Do okruhu jeho známých patřil i německý mistr světa v šachu Emanuel Lasker.
Esserovo nejlepší historické hodnocení Elo bylo 2570 v září 1913.
Důležitá pro něj byla i láska k umění. Když se v roce 1905 stal v Amsterdamu rodinným lékařem, byli mezi jeho pacienty tehdejší významní malíři George Hendrik Breitner a Jan Sluijters. Často navštěvoval amsterdamskou uměleckou společnost Sociëteit Arti et Amicitiae (latinsky Umění a přátelství). Koupil nebo výměnou získal kolem 880 obrazů, včetně děl umělců, kteří byli v té době ještě kontroverzní, jako byli Léo Gestel a Piet Mondrian. Jeho sbírka byla poprvé vystavena v roce 2006 v Singer Museum v Larenu (Severní Holandsko).
Esser byl i obchodník, zprvu úspěšný, a zvýšil svůj majetek obchodováním s nemovitostmi a investicemi a spekulacemi na burze cenných papírů.

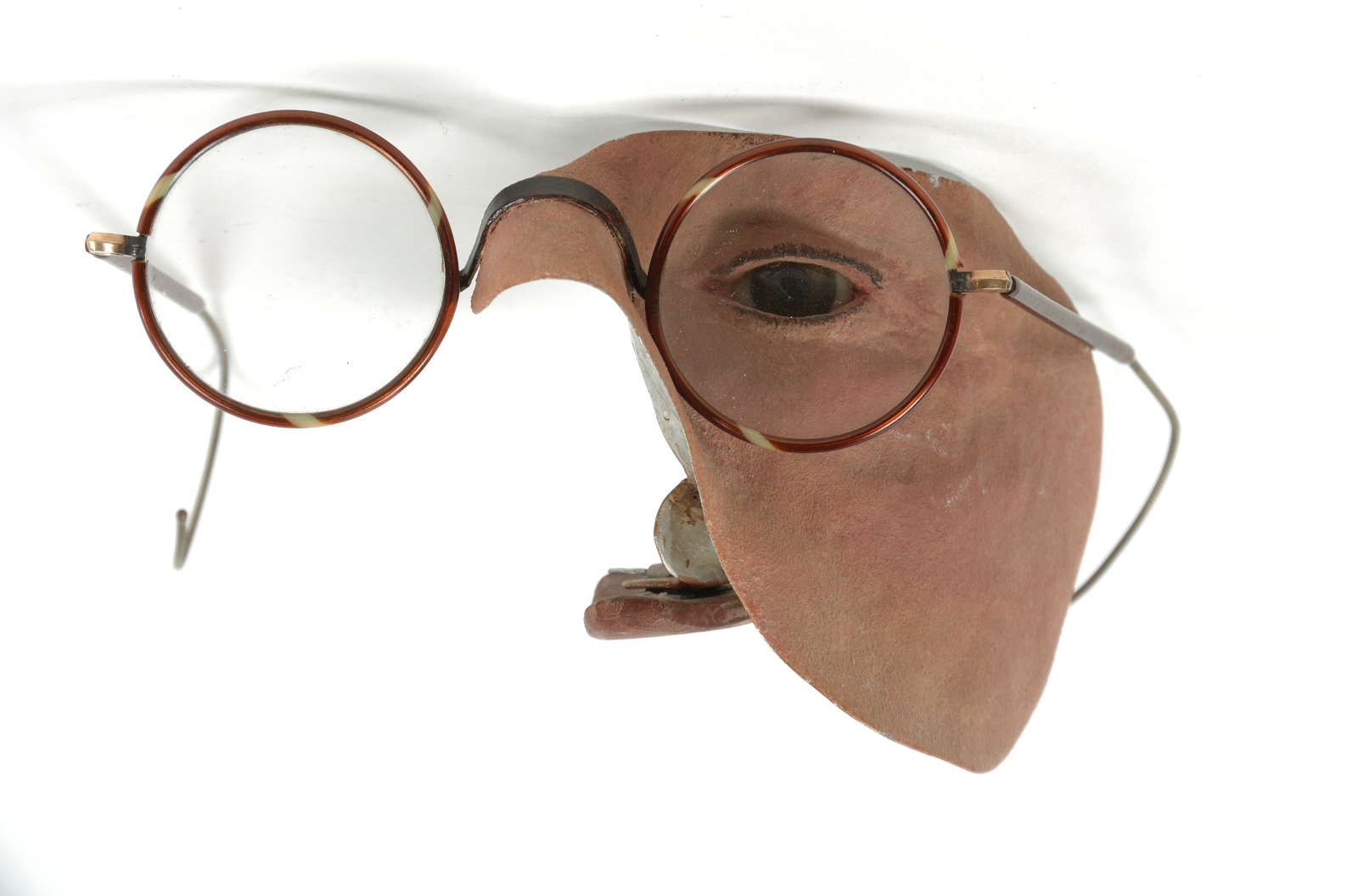
Esserova obličejová protéza pro oběť válečného zranění

V roce 1913 se Esser rozhodl přejít na chirurgii. Díky svým znalostem stomatologie se specializoval na rekonstrukci zranění obličeje. Prodal svou dosavadní praxi a nějakou dobu studoval válečnou chirurgii v Paříži. Částečně to dělal z idealismu: chtěl co nejlépe napravit škody způsobené jeho pacientům válečnými zraněními; tehdy se tím lékařská profese téměř nezabývala. Když ho Francouzi nechtěli zaměstnat jako vojenského lékaře, vstoupil po vypuknutí první světové války do služeb Rakousko-Uherska. V Brně odváděl skvělou práci a rozvinul metody plastické chirurgie v praxi. Esser je považován za jednoho z průkopníků tohoto oboru medicíny, konkrétně oboru rekonstrukční chirurgie. Provedl mnoho náročných operací, psal články do odborných časopisů a uveřejnil dokonce i knihu o plastické chirurgii. V letech 1917–1924 žil v Berlíně, a tamní univerzita mu v roce 1918 udělila čestný doktorát, ačkoliv nikdy nesložil zkoušky, které by mu oficiálně umožňovaly pracovat jako chirurg v nemocnici.
Rok po inflační krizi v roce 1923, během níž chytrými spekulacemi a levnými nákupy nemovitostí velmi zbohatl, opustil Německo a vrátil se do Nizozemska.
Jako mnoho jeho současníků byl hluboce šokován první světovou válkou. Nějakou dobu žil ze svého jmění. Pak se pokusil realizovat velmi zvláštní ideál: Svobodný chirurgický stát. Esser chtěl vlastnit malé území v Evropě, které by bylo podle mezinárodního práva zcela nezávislé a kde by mohl bez omezení ošetřit jakoukoli válečnou oběť bez ohledu na národnost nebo rasu. Mezitím se toulal po celé Evropě, operoval a přednášel. Pouze Řecko bylo nakonec ochotno poskytnout Esserovi odlehlý ostrov. Když však dostal podmínku, že řecká policie má být oprávněna tam udržovat pořádek, hluboce zklamán nabídku odmítl. Ve 30. letech emigroval do USA. V roce 1940 přišel spekulacemi o téměř veškerý majetek, a tím také o své četné nemovitosti a umělecká díla. Poté žil z výdělků z přednášek. V roce 1943 obsadil dům v Chicagu určený k demolici, a tam v roce 1946 zemřel.
Jeho biografie v nizozemštině vyšla v roce 2006; autorem je Maryken Jonckman a název zní De onstuitbare verzamelaar J. F. S. Esser (ISBN 90-400-9123-4). Kniha klade důraz na Esserovo působení jako sběratele umění.
Esserova kniha o chirurgii byla znovu vydána jako faksimile v roce 2003 pod názvem Artery Flaps (vydavatel Erasmus Publishing Rotterdam, ISBN 90-5235-160-0).